# Bystra (województwo zachodniopomorskie)
Bystra (niem. Bergland) – osada w Polsce położona w województwie zachodniopomorskim, w powiecie goleniowskim, w gminie Goleniów
Położona nad jeziorem Dąbie. Miejscowość wchodzi w skład sołectwa Czarna Łąka, a numeracja domów włączona jest do Czarnej Łąki.
W latach 1975–1998 miejscowość administracyjnie należała do województwa szczecińskiego.